# Alsån (rivier)
De Alsån, Fins: Aalisjoki, is een rivier in Zweden. De Alsån is ongeveer 55 kilometer lang, stroomt door de gemeente Överkalix en komt bij het dorp Alsån uit in het eerste meer Alsjärv. Daarna stroomt de Alsån door de meren Lill-Grundträsket (noord), Stor-Grundträsket, Lill-Grundträsket (zuid) en Djupträsket en komt ten slotte minder dan een kilometer ten westen van Överkalix in de Kalixälven uit.
afwatering: Alsån → Alsjärv → Alsån → Lill-Grundträsket (noord) → Stor-Grundträsket → Lill-Grundträsket (zuid) → Djupträsket → Kalixälven